# Spanair
Spanair byla španělská letecká společnost.
Sídlo společnosti bylo v Palma de Mallorca.[zdroj?] Firma byla založena v prosinci 1986. První lety společnost vypravila v březnu 1988. V minulosti společnost zajišťovala lety na krátkou i dlouhou vzdálenost ze Španělska do různých destinací. Hlavní základny měl Spanair na letištích v Madridu, Barceloně a na Mallorce. Letecká společnost Spanair byla filiálkou skandinávské společnosti SAS, ale začátkem roku 2009 ji převzali španělští investoři, včetně katalánské vlády. Společnost v srpnu 2008 poškodila havárie jejího letadla při startu na letišti v Madridu, při níž zahynulo 154 lidí. O záchranu se ještě Spanair pokusil spojením se společností Qatar Airways, které ale nevyšlo.
Poslední let byl uskutečněn nečekaně 27.1.2012.
Spanair byl členem Star Aliance.

## Flotila
Stav v lednu 2012:
- 19 Airbus A320-200
- 5 Airbus A321-200
- 1 McDonnell Douglas MD-82
- 3 McDonnell Douglas MD-83
- 1 McDonnell Douglas MD-87